# 애덤 킬리언

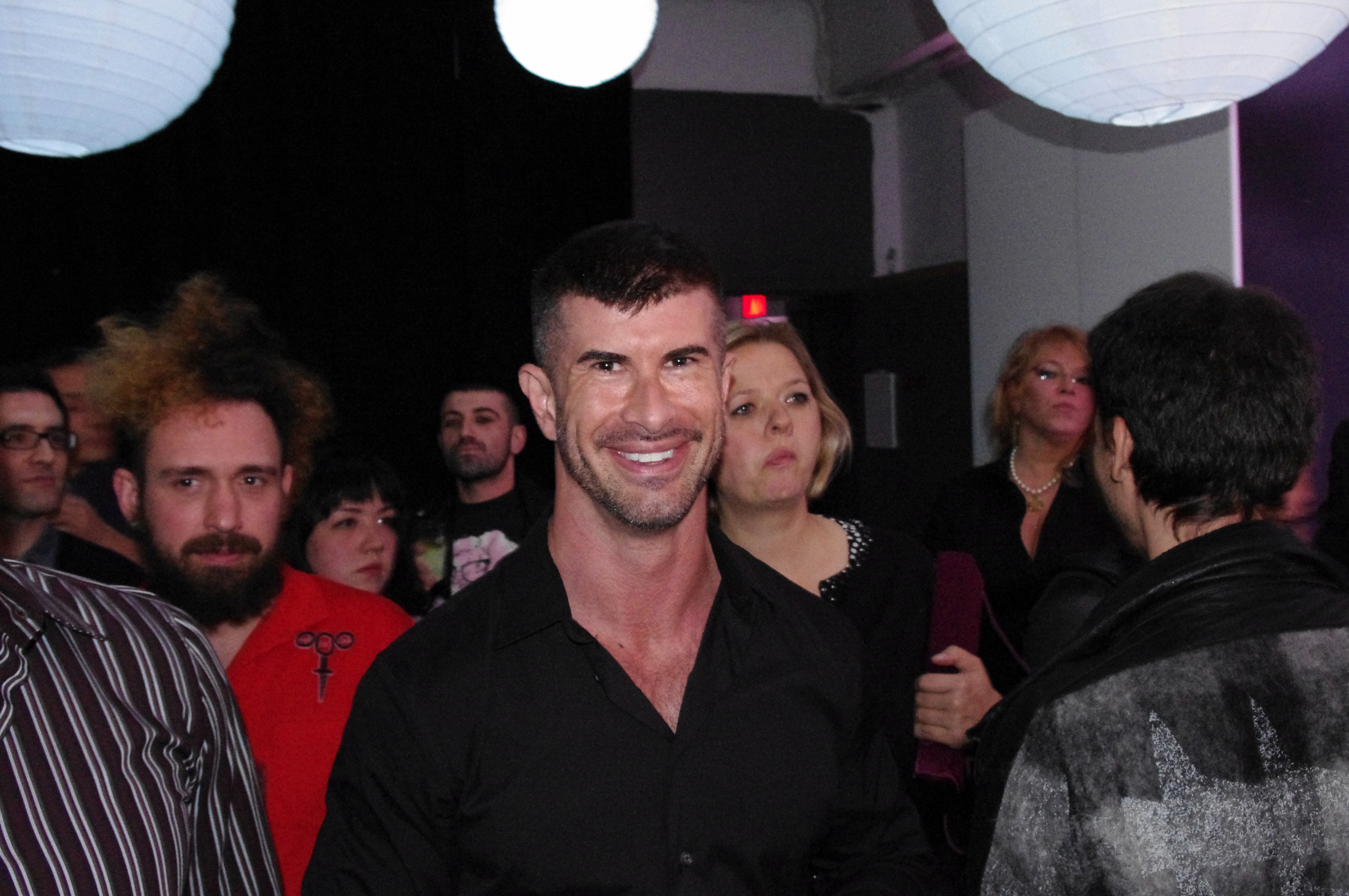
애덤 킬리언

애덤 니컬러스 킬리언(Adam Nicholas Killian, 1975년 8월 12일 ~ )는 미국의 포르노 배우로, 게이 포르노에 종사한다.